# Eisfjord (Südgeorgien)
Der Eisfjord ist eine Bucht an der Südküste Südgeorgiens nahe dem westlichen Ende dieser Insel. Ihre Einfahrt wird durch den Kade Point und den Weddell Point begrenzt.
Der Name der Bucht ist seit der Zeit um das Jahr 1920 etabliert.